# Perfil (álbum de Frejat)
Perfil - Frejat é o quarto álbum do cantor brasileiro Roberto Frejat, e a primeira compilação de sua carreira solo. O álbum foi lançado pela Som Livre em 2009 dentro da série Perfil.
Este álbum traz uma coletânea das melhores canções dos três álbuns individuais de Frejat (Amor pra Recomeçar, Sobre Nós Dois e o Resto do Mundo e Intimidade Entre Estranhos, editados em 2001, 2003 e 2008, respectivamente). Além delas, o álbum conta ainda com uma faixa-bônus. Trata-se de "Pra Toda a Vida", com participação da atriz Juliana Paes, tema do filme “Mais uma Vez Amor”, em que a atriz é protagonista.

## Faixas
1. Amor pra Recomeçar

2. Segredos

3. Túnel do Tempo

4. Dois Lados

5. Sobre Nós Dois e o Resto do Mundo

6. Eu Não Sei Dizer Te Amo

7. 3 Minutos

8. 50 Receitas

9. Homem Não Chora

10. Quando o Amor Era Medo

11. O que Mais Me Encanta

12. Mais que Perfeito

13. Eu Não Quero Brigar Mais Não

14. Eu Preciso Te Tirar do Sério

15. Tudo de Bom

16. Pra Toda a Vida (faixa-bônus) - com Juliana Paes